# Dęblin

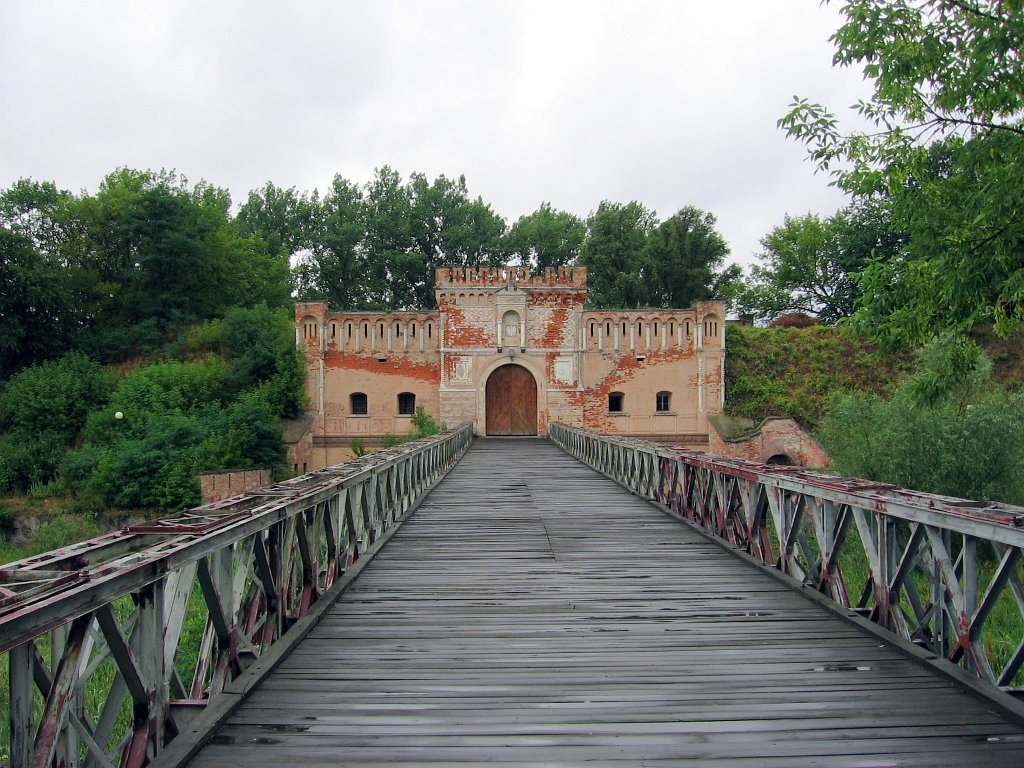
La cittadella di Deblin

Dęblin è una città polacca del distretto di Ryki nel voivodato di Lublino.
Ricopre una superficie di 38,33 km² e nel 2007 contava 17 976 abitanti.

## Storia
Durante il periodo di occupazione russa della Polonia la località era nota col nome di Ivangorod e rivestiva un importante ruolo nel sistema di fortificazioni militari russe in Polonia. Il 4 agosto 1915, nel corso della prima guerra mondiale, la fortezza fu definitivamente abbandonata dai russi durante la Grande Ritirata.
Durante l'invasione della Polonia che diede inizio alla seconda guerra mondiale, Dęblin fu occupata dalla Wehrmacht il 15 settembre 1939. Sotto l'occupazione tedesca la popolazione ebraica della città fu sterminata. Dęblin ospitò un grosso campo per prigionieri di guerra in cui furono concentrati prigionieri polacchi, francesi, olandesi, belgi, senegalesi, sovietici e Italiani, denominato in tempi diversi Stalag 307 e Oflag 77. Dęblin fu occupata dall'Armata Rossa nei giorni 25 e 26 luglio 1944 e restituita poi alla Polonia. Nel dopoguerra Dęblin fu ricostruita e si espanse, ricevendo nel 1954 lo status di città.